# Atelopus chocoensis
Espèce
Statut de conservation UICN

 CR A3ce : 
En danger critique
Atelopus chocoensis est une espèce d'amphibiens de la famille des Bufonidae.

## Répartition
Cette espèce est endémique de Colombie,. Elle se rencontre dans les départements de Chocó et de Valle del Cauca sur le Cerro del Ingles dans la serranía de los Paraguas, entre 1 900 et 2 200 m d'altitude.

## Étymologie
Son nom d'espèce, composé de choco et du suffixe latin -ensis, « qui vit dans, qui habite », lui a été donné en référence au lieu de sa découverte, le département de Chocó.

## Publication originale
- Lötters, 1992 : Ein neuer Harlekin-Frosch (Anura: Bufonidae: Atelopus) aus dem Chocó, West-Kolumbien. Sauria, vol. 14, p. 27-30.